# Węgielnica pryzmatyczna

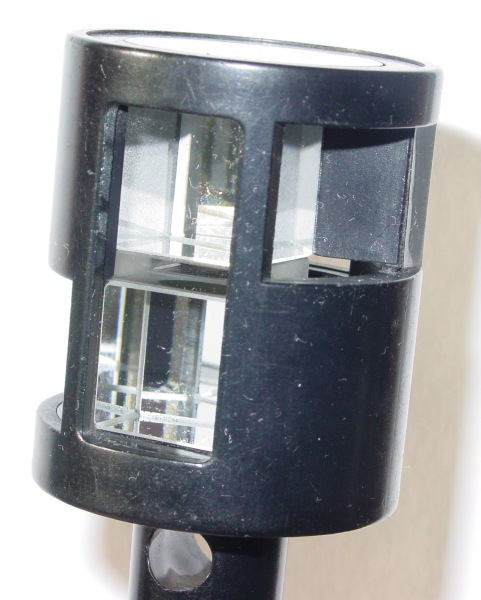
Węgielnica pryzmatyczna

Węgielnica pryzmatyczna – urządzenie geodezyjne stosowane również w archeologii. Zbudowane jest z dwóch umieszczonych jeden nad drugim pryzmatów pentagonalnych oraz okienka pomiędzy nimi. Pryzmaty umożliwiają patrzenie pod kątem prostym na prawo i lewo. U dołu węgielnicy podwieszany jest pion, ułatwiający poprawne ustawienie urządzenia.
Węgielnica pryzmatyczna służy do wykonywania prostych pomiarów sytuacyjnych metodą ortogonalną – rzutowania danych punktów na prostą, a także do szybkiego wytyczania kątów prostych.